# Andrew Wakefield
Andrew Jeremy Wakefield (n. 3 septembrie 1956, Eton, Anglia, Regatul Unit) este un fost gastroenterolog și cercetător britanic, cunoscut pentru cercetarea frauduloasă (acum discreditată) din 1998 care susținea că există o legătură între administrarea vaccinului împotriva rujeolei, oreionului și rubeolei (ROR) și apariția autismului și boala intestinului.
După publicarea lucrării, alți cercetători au fost în imposibilitatea de a reproduce constatările lui Wakefield sau de a confirma ipoteza lui de asociere între vaccinul ROR și autism, sau autism și boli gastro-intestinale. O anchetă efectuată în 2004 de către reporterul Brian Deer de la Sunday Times a identificat conflicte de interes (financiare) din partea lui Wakefield, și cei mai mulți dintre co-autori și-au retras sprijinul pentru studiu. British General Medical Council (GMC) (organizația din Anglia echivalentă Colegiului Medicilor din România) a efectuat o anchetă cu privire la acuzațiile de abateri de la procedurile științifice împotriva Wakefield și doi foști colegi. Ancheta a fost bazată pe constatările reporterului Deer, inclusiv pe copii cu autism care fuseseră supuși unor proceduri medicale invazive inutile, cum ar fi colonoscopii și puncții lombare și că Wakefield a acționat fără a solicita aprobările etice necesare de la comisia din GMC (echivalentul "Comisiei de etică și deontologie profesională" din Colegiul Medicilor din România).
Pe 28 ianuarie 2010, un tribunal statutar al GMC compus din 5 membri a găsit dovezi pentru 36 de acuzații, inclusiv patru acuzații de abuz de încredere și 12 capete de acuzare care implică abuzul asupra copiilor cu probleme de dezvoltare. Tribunalul a decis că Wakefield a "eșuat în îndatoririle sale de consultant responsabil", a acționat atât împotriva intereselor pacienților săi cât și "necinstit și iresponsabil" în cercetarea publicată. The Lancet a retras complet cercetarea în 1998 pe baza constatărilor GMC, remarcând faptul că unele elemente ale manuscrisului au fost falsificate. Redactorul-șef al publicației The Lancet Richard Horton, a declarat că documentul a fost "complet fals" și că jurnalul a fost "înșelat". La trei luni de la retractarea din The Lancet, Wakefield a fost șters din registrul medical din UK, cu o notă despre falsul studiu publicat în The Lancet  și nu mai are drept de a practica medicina în UK.
În ianuarie 2011, un editorial care însoțește un articol de Brian Deer în BMJ a identificat lucrarea lui Wakefield drept o "fraudă elaborată". În articolul următor, Deer a spus că Wakefield a planificat lansarea unei afaceri pe seama temerilor de vaccin provocate de lucrare. În noiembrie 2011, în alt raport din BMJ în care a fost dezvăluit cu date brute faptul că în pofida spuselor lui Wakefield din The Lancet copii din cercetările sale nu au avut boli inflamatorii intestinale.

## Epidemii, efecte, și recepția teoriei
Medicii, reviste medicale, și editorii au făcut declarații legând acțiunile frauduloase ale lui Wakefield de diversele epidemii și decese. Michael J. Smith, profesor de pediatrie la Universitatea din Louisville, un "expert în boli infecțioase care a studiat efectele controversei legate de autism pe ratele de imunizare", a spus, "în mod clar, rezultatele acestui studiu [Wakefield] au avut repercusiuni".
Jurnalistul Brian Deer a cerut acuzații penale împotriva lui Wakefield.
Pe 1 aprilie 2011, Fundația Educațională James Randi a acordat lui Wakefield Premiul pigasus pentru "refuzul de a înfrunta realitatea".
Un jurnal din 2011 a descris conexiunea vaccin-autism ca fiind "cea mai dăunătoare farsă medicală din ultimii 100 de ani".
O scriitoare din New York Times, care relata la un eveniment din 2011 în Tomball, Texas unde Wakefield a vorbit, a fost amenințată de către organizator, Michelle Guppy: "Fii drăguță cu el, sau îți vom face rău." Ea este coordonatorul Rețelei de Autism din Houston.

## Filmografia
- Vaxxed (2016)

## References
1. ↑  Andrew Wakefield, MAK
2. ↑  IdRef, accesat în 2 mai 2020
3. ↑  This Year's Award For The Worst Pseudoscience Is Especially Deserved (în engleză)
4. 1 2  Godlee F, Smith J, Marcovitch H (2011).
5. ↑  Fang FC; Steen RG; Casadevall A (October 2012).
6. ↑  "Great Science Frauds".
7. ↑  "GMC LRMP".
8. ↑  "briandeer.com" (pdf).
9. ↑  Madsen KM, Hviid A, Vestergaard M,  et al.
10. ↑  Black C, Kaye JA, Jick H (August 2002).
11. ↑  Deer, Brian (22 February 2004).
12. ↑  McKee, Maggie (4 March 2004).
13. ↑  "MMR doctor 'to face GMC charges'".
14. ↑  Ferriman A (March 2004).
15. ↑  Deer, Brian.
16. ↑  "MMR-row doctor failed in his duties" Arhivat în 30 ianuarie 2010, la Wayback Machine..
17. ↑  Triggle, Nick (28 January 2010).
18. ↑  Boseley, Sarah (28 January 2010).
19. ↑  The Editors Of The Lancet (February 2010).
20. ↑  Boseley, Sarah (2 February 2010).
21. ↑  "General Medical Council, Fitness to Practise Panel Hearing, 24 May 2010, Andrew Wakefield, Determination of Serious Professional Misconduct" (PDF).
22. ↑  Meikle, James; Boseley, Sarah (24 May 2010).
23. ↑  "Study linking vaccine to autism was fraud".
24. ↑  Rose, David (3 February 2010).
25. ↑  Deer B (11 January 2011).
26. ↑  "Vaccine study's author held related patent, medical journal reports".
27. ↑  Deer B (2011).
28. ↑  Geboes K (2011).
29. ↑  Bjarnason I (2011).
30. ↑  Gever, John (5 January 2011).
31. ↑  Godlee F (January 2011).
32. ↑  Deer, Brian (6 January 2011).
33. ↑  "Link between MMR Vaccines and Autism conclusively broken".
34. ↑  Broyd, Nicky (6 January 2011).
35. ↑  Jasek, Marissa (6 January 2011).
36. ↑  Stobbe, Mike (7 January 2011).
37. ↑  Smith MJ, Ellenberg SS, Bell LM, Rubin DM (April 2008).
38. ↑  "Medical journal: Study linking autism, vaccines is 'elaborate fraud'" Arhivat în 24 ianuarie 2011, la Wayback Machine..
39. ↑  Crabtree, Sadie (1 April 2011).
40. ↑  Flaherty DK (October 2011).
41. ↑  Dominus, Susan (20 April 2011).